# Gustavo M. Bravo
Gustavo Martín Bravo Gutiérrez (El Guaje, Guanajuato, 11 de noviembre de 1888 — Ciudad de México, 8 de junio de 1973) fue un militar y comerciante cervecero mexicano que participó en la Revolución mexicana.

## Biografía
Nacido en el Guaje, Municipio de Celaya, Guanajuato el 11 de noviembre de 1888.

Se adhirió al villismo cuando éste entró en Ciudad de Querétaro. Bravo llevaba 20 años residiendo en Querétaro y estaba casado con una queretana por eso se le dio su cargo de Gobernador de Querétaro. Antes había ocupado el cargo de Presidente Municipal de Querétaro. Gustavo M. Bravo desempeñaba ese cargo cuando los villistas llegaron el 17 de enero de 1915, Villa quién atacó al convencionista Eulalio Gutiérrez, acusándolo de traicionar las ideas revolucionarias, declarándose: 
«verdadero devoto de los ideales democráticos».
Villa decidió que se debían hacer nuevas elecciones libres para escoger un nuevo gobernador, el anterior, Teodoro Elizondo había abandonado el cargo incapaz de defender la plaza Las elecciones fueron organizadas y encargadas por Gustavo M. Bravo. Bravo ambicionaba el poder, al haber sido alcalde del municipio mencionado y contaba con demasiada solidez para realizar una campaña electoral, facilitándole ganar las elecciones. Su gobierno duró casi tres meses, poco realizó en favor de Querétaro; solamente la ciudad de Querétaro y San Juan del Río estaban bajo su jurisdicción y tenía que consultar a los líderes villistas para cada decisión a tomar ―eso le restaba autoridad y por las ya pretendidas ambiciones de Joaquín de la Peña hacer nombrado candidato a ser gobernador, obstaculizaban su administración―. Hizo lo posible para que se les pagarán a los funcionarios estatales y evitar que la gendarmería se marchará. Cuando Francisco Villa rompió con la Convención de Aguascalientes, algo que pudo costarle la vida, al licenciado Truchuelo afortunado de que el Gobernador Villista, Gustavo M. Bravo, pudo detener las órdenes de fusilamiento hacia los convencionistas.Gobernó hasta el 30 de marzo, sabiendo que se acercaban los carrancistas dejó la Plaza; así José Siurob asumió el mando. Nuevamente ejerció funciones del 9 al 29 de julio de 1915.Editó el periódico NORTE en circulación en el estado.

### Su participación en la Batalla de Celaya
Al ser tomado Querétaro por fuerzas carrancistas comandadas por Álvaro Obregón, Gustavo M. Bravo abandonó la gubernatura y salió a Celaya, junto con las huestes de Francisco Villa. Gustavo M. Bravo había participado en la Batalla de Celaya acontecida entre el 6 de abril de 1915 al 15 de abril de 1915.

### Como diputado al Congreso de la Unión
Años más tarde en 1922, se presentó como diputado al Congreso de la Unión en la XXX Legislatura del Congreso de la Unión de México en el 18.º Distrito por Guanajuato; La Legislatura de Guanajuato protestó por la invasión cometida en San José Iturbide por fuerzas que guarnecían la ciudad de Querétaro y que intervinieron en los asuntos electorales de aquel año comandadas por Gustavo Bravo.
Aquí las notas donde se expone fue Diputado al Congreso de la Unión:

"Protéstase ante el ciudadano presidente de la República y las Cámaras de la Unión contra la invasión de territorio guanajuatense y atropellos cometidos en San José de Iturbide por fuerzas que guarnecen la ciudad de Querétaro que intervinieron en asuntos electorales, azuzados por el Diputado al Congreso de la Unión, Gustavo Bravo."

"Gustavo M. Bravo.

"México, enero 15 de 1923.

"Ciudadanos secretarios del Congreso de la Unión.- Presente.

"Muy estimados señores:

"Adjunto se servirán ustedes encontrar copia de unas rectificaciones que con fecha 12 del corriente mes hice a la H. Legislatura del Estado de Guanajuato, por una protesta que con fecha 6 hizo ésta ante esa H. Congreso de la Unión, por supuesta violación a la soberanía de dicho Estado.

"Agradeciendo a ustedes den el curso que estimen conveniente al citado documento, saben que como siempre soy de ustedes su afectísimo atento amigo y seguro servidor.- Gustavo M. Bravo."- Recibo, y a sus antecedentes.
Telegrama procedente de: "Puebla, Puebla, enero 6 de 1923.

## Legado
El General Gustavo M. Bravo legó varios bienes entre ellos una finca que se presenta a continuación:

EDICTO 

Supremo Tribunal de Justicia del Estado de Michoacán. —Juzgado Tercero de lo Civil. 

Juzgado Tercero de lo Civil. — Morelia, Michoacán. — PRIMERA ALMONEDA. 
 CONVOCANSE POSTORES:
Dentro juicio ejecutivo mercantil número 6-3-26"74 / 7911, promovido General Hipotecaria, S.A., contra sucesión a bienes de Gustavo M. Bravo, representada por su albacea Luis Duhart Meade, señalándose las 11.00 horas día 21 de abril próximo celebración AUDIENCIA DE REMATE DEL SIGUIENTE BIEN:
Finca urbana No. 1 ahota 111, ubicada Jardín de la Independencia, ahora Jardín Far-facto I, Aranda de la ciudad de Celaya, Guanajuato, siguientes medidas y linderos:Oriente, con huerta del convento de San Francisco con 7.45 Mts.; Norte, 53.95 Mts., con el convento mencionado; Poniente, 12.10 Mts., con Jardín Far-facto I. I Aranda; Sur, en tramos de 7.85 Mts., 75 centímetros y 50.20 Mts., con Josefina García.
Sirviendo de base para el remate la cantidad de $136,733.20 ciento treinta y seis mil setecientos treinta y tres pesos veinte centavos, y como postura legal la que cubra las dos terceras partes de dicha cantidad que corresponde al valor convenido por las partes.
Morelia, Mich., a 13 de Marzo de 1976. El Secretario. — C. Jacinto Nava Mendoza.

| Predecesor: Teodoro Elizondo     | Gobernador de Querétaro 17 de enero - 10 de febrero de 1915 | Sucesor:                        |
| Predecesor:                      | Gobernador de Querétaro 16 de febrero - 2 de abril de 1915 | Sucesor: José Siurob Ramírez    |
| Predecesor: Luis F. Pérez        | Gobernador de Querétaro 9 - 29 de julio de 1915 | Sucesor: Federico Montes        |
| Predecesor: Amador E. Ugalde (?) | Presidente Municipal de Querétaro 1914 - enero de 1915 | Sucesor: Alfonso M. Camacho (?) |
| Predecesor: {{{predecesor5}}}    | Diputado al Congreso de la Unión ante la XXX Legislatura del Congreso de la Unión de México en 18.º Distrito por Guanajuato 1 de septiembre de 1922 - 31 de agosto de 1924 | Sucesor: {{{sucesor5}}}         |